# Campionato mondiale di hockey su ghiaccio femminile 2013
Il 15º Campionato mondiale di hockey su ghiaccio femminile è stato assegnato dall'International Ice Hockey Federation al Canada, che lo ha ospitato ad Ottawa, dal 2 al 9 aprile 2013. Questa è la sesta volta che il paese nordamericano ha ospitato il Gruppo A femminile dopo le edizioni del 1990, del 1997, del 2004 e del 2007. Il Canada è la squadra campione in carica. Il torneo è valido come qualificazione all'edizione 2015. Nella finale gli Stati Uniti hanno sconfitto le campionesse in carica del Canada per 3-2 e si sono aggiudicati il quinto titolo mondiale, il primo vinto su suolo canadese.

## Campionato di gruppo A

### Partecipanti
Al torneo prendono parte 8 squadre:
| 6 dall'Europa     | Finlandia | Germania    |
| 6 dall'Europa     | Rep. Ceca | Russia      |
| 6 dall'Europa     | Svezia    | Svizzera    |
| 2 dal Nordamerica | Canada    | Stati Uniti |

### Gironi preliminari
Le otto squadre sono state divise in due gruppi di 4, in base al proprio ranking. Le squadre del girone A sono qualificate automaticamente ai turni successivi: le prime due classificate accedono direttamente alle semifinali, mentre le altre due giocheranno i quarti di finale insieme alle prime due classificate del girone B. Le ultime due classificate del girone B si affronteranno invece in uno spareggio al meglio delle tre partite per determinare la squadra retrocessa in Prima Divisione.

#### Girone A
| Ottawa 2 aprile 2013, ore 15:30 UTC-4 | Finlandia | 2 – 1 (0-1; 2-0; 0-0) referto | Svizzera | Scotiabank Place (3.366 spett.) |

| Ottawa 2 aprile 2013, ore 19:30 UTC-4 | Canada         | 2 – 2 (d.t.s.) (0-2; 0-0; 2-0; 0-0) referto | Stati Uniti | Scotiabank Place (11.174 spett.) |
| Shootout 1 – 0                        |                |                                             |             |                                  |
|                                       |                |                                             |             |                                  |
|                                       | Shootout 1 – 0 |                                             |             |                                  |

| Ottawa 3 aprile 2013, ore 15:30 UTC-4 | Stati Uniti | 4 – 2 (4-1; 0-1; 0-0) referto | Finlandia | Scotiabank Place (3.113 spett.) |

| Ottawa 3 aprile 2013, ore 19:30 UTC-4 | Svizzera | 0 – 13 (0-2; 0-6; 0-5) referto | Canada | Scotiabank Place (9.904 spett.) |

| Ottawa 5 aprile 2012, ore 15:30 UTC-4 | Stati Uniti | 5 – 0 (2-0; 1-0; 2-0) referto | Svizzera | Scotiabank Place (5.626 spett.) |

| Ottawa 5 aprile 2012, ore 19:30 UTC-4 | Canada | 8 – 0 (3-0; 1-0; 4-0) referto | Finlandia | Scotiabank Place (18.014 spett.) |

| Pos. |             | PG | V | VOT | POT | P | GF | GS | DR  | Pt | Accede a         |
| 1.   | Canada      | 3  | 2 | 1   | 0   | 0 | 24 | 2  | +22 | 8  | Semifinali       |
| 2.   | Stati Uniti | 2  | 2 | 0   | 1   | 0 | 11 | 5  | +6  | 7  | Semifinali       |
| 3.   | Finlandia   | 3  | 1 | 0   | 0   | 2 | 4  | 13 | -9  | 3  | Quarti di finale |
| 4.   | Svizzera    | 3  | 0 | 0   | 0   | 3 | 1  | 20 | -19 | 0  | Quarti di finale |

#### Girone B
| Ottawa 2 aprile 2013, ore 12:00 UTC-4 | Russia | 4 – 0 (1-0; 0-0; 3-0) referto | Germania | Nepean Sportsplex (409 spett.) |

| Ottawa 2 aprile 2012, ore 16:00 UTC-4 | Svezia | 2 – 3 (0-2; 2-1; 0-0) referto | Rep. Ceca | Nepean Sportsplex (186 spett.) |

| Ottawa 3 aprile 2012, ore 12:00 UTC-4 | Russia | 3 – 1 (1-0; 1-1; 1-0) referto | Rep. Ceca | Nepean Sportsplex (1.045 spett.) |

| Ottawa 3 aprile 2012, ore 16:00 UTC-4 | Germania | 2 – 3 (d.t.s.) (2-1; 0-0; 0-1) referto | Svezia | Nepean Sportsplex (291 spett.) |

| Ottawa 5 aprile 2012, ore 12:00 UTC-4 | Rep. Ceca | 3 – 6 (1-1; 0-3; 2-2) referto | Germania | Nepean Sportsplex (1.234 spett.) |

| Ottawa 5 aprile 2012, ore 16:00 UTC-4 | Svezia | 0 – 4 (0-1; 0-2; 0-1) referto | Russia | Nepean Sportsplex (635 spett.) |

| Pos. |           | PG | V | VOT | POT | P | GF | GS | DR  | Pt | Accede a         |
| 1.   | Russia    | 3  | 3 | 0   | 0   | 0 | 11 | 1  | +10 | 9  | Quarti di finale |
| 2.   | Germania  | 3  | 1 | 0   | 1   | 1 | 8  | 10 | -2  | 4  | Quarti di finale |
| 3.   | Rep. Ceca | 3  | 1 | 0   | 0   | 2 | 7  | 11 | -4  | 3  | Spareggio        |
| 4.   | Svezia    | 3  | 0 | 1   | 0   | 2 | 5  | 9  | -4  | 2  | Spareggio        |

### Spareggio per non retrocedere
Le ultime due classificate del girone B si sfideranno al meglio delle tre gare. La Repubblica Ceca, perdente dello spareggio, è stata retrocessa in Prima Divisione.
| Ottawa 6 aprile 2013, ore 16:00 UTC-4 | Rep. Ceca      | 1 – 1 (d.t.s.) (0-1; 0-0; 1-0; 0-0) referto | Svezia | Nepean Sportsplex (667 spett.) |
| Shootout 0 – 1                        |                |                                             |        |                                |
|                                       |                |                                             |        |                                |
|                                       | Shootout 0 – 1 |                                             |        |                                |

| Ottawa 8 aprile 2012, ore 12:00 UTC-4 | Svezia | 4 – 0 (0-0; 2-0; 2-0) referto | Rep. Ceca | Nepean Sportsplex (604 spett.) |

### Fase a eliminazione diretta
|  | Quarti di finale | Quarti di finale | Quarti di finale |  |  | Semifinali | Semifinali  | Semifinali |  |  | Finali          | Finali          | Finali          |
|  |                  |                  |                  |  |  |            |             |            |  |  |                 |                 |                 |
|  |                  |                  |                  |  |  | A1         | Canada      | 8          |  |  |                 |                 |                 |
|  | A4               | Svizzera         | 1                |  |  | B1         | Russia      | 1          |  |  |                 |                 |                 |
|  | B1               | Russia           | 2                |  |  |            |             |            |  |  | A1              | Canada          | 2               |
|  |                  |                  |                  |  |  |            |             |            |  |  | A2              | Stati Uniti     | 3               |
|  |                  |                  |                  |  |  | A2         | Stati Uniti | 3          |  |  |                 |                 |                 |
|  | A3               | Finlandia        | 1                |  |  | A3         | Finlandia   | 0          |  |  | Finale 3° posto | Finale 3° posto | Finale 3° posto |
|  | B2               | Germania         | 0                |  |  |            |             |            |  |  | B1              | Russia          | 2               |
|  |                  |                  |                  |  |  |            |             |            |  |  | A3              | Finlandia       | 0               |

#### Quarti di finale
| Ottawa 6 aprile 2013, ore 15:30 UTC-4 | Finlandia | 1 – 0 (1-0; 0-0; 0-0) referto | Germania | Scotiabank Place (5.406 spett.) |

| Ottawa 6 aprile 2013, ore 19:30 UTC-4 | Svizzera | 1 – 2 (0-1; 1-0; 0-1) referto | Russia | Scotiabank Place (5.839 spett.) |

#### Semifinali
| Ottawa 8 aprile 2013, ore 15:30 UTC-4 | Canada | 8 – 1 (1-0; 5-1; 2-0) referto | Russia | Scotiabank Place (7.255 spett.) |

| Ottawa 8 aprile 2013, ore 19:30 UTC-4 | Stati Uniti | 3 – 0 (0-0; 0-0; 3-0) referto | Finlandia | Scotiabank Place (4.035 spett.) |

#### Finale per il 5º posto
| Ottawa 8 aprile 2013, ore 11:30 UTC-4 | Svizzera | 3 – 5 (1-1; 0-3; 2-1) referto | Germania | Scotiabank Place (4.008 spett.) |

#### Finale per il 3º posto
| Ottawa 9 aprile 2013, ore 15:30 UTC-4 | Russia | 2 – 0 (0-0; 0-0; 2-0) referto | Finlandia | Scotiabank Place (5.618 spett.) |

#### Finale
| Ottawa 9 aprile 2013, ore 19:30 UTC-4 | Canada | 2 – 3 (1-0; 1-2; 0-1) referto | Stati Uniti | Scotiabank Place (13.776 spett.) |

### Classifica marcatori
| Giocatrice          | PG | G | A | Pt | +/- | MP |
| ------------------- | -- | - | - | -- | --- | -- |
| Marie-Philip Poulin | 5  | 6 | 6 | 12 | +12 | 2  |
| Brianna Decker      | 5  | 6 | 2 | 8  | +6  | 4  |
| Jennifer Wakefield  | 5  | 4 | 4 | 8  | +5  | 2  |
| Amanda Kessel       | 5  | 2 | 6 | 8  | +6  | 0  |
| Sarah Vaillancourt  | 5  | 2 | 5 | 7  | +8  | 2  |
| Catherine Ward      | 5  | 1 | 6 | 7  | +7  | 18 |
| Meghan Acosta       | 5  | 4 | 2 | 6  | +7  | 0  |
| Brianne Jenner      | 5  | 4 | 2 | 6  | +6  | 2  |
| Jayne Hefford       | 5  | 2 | 4 | 6  | +11 | 2  |
| Haley Irwin         | 5  | 2 | 4 | 6  | +8  | 2  |

### Classifica portieri
| Giocatore            | Min    | TC  | GS | SO | MGS  | Sv%   |
| -------------------- | ------ | --- | -- | -- | ---- | ----- |
| Nadežda Aleksandrova | 209:44 | 73  | 1  | 2  | 0.29 | 98.63 |
| Sara Grahn           | 211:06 | 67  | 3  | 1  | 0.85 | 95.52 |
| Jennifer Harss       | 120:53 | 76  | 4  | 0  | 1.99 | 94.74 |
| Shannon Szabados     | 243:35 | 93  | 6  | 0  | 1.48 | 93.55 |
| Florence Schelling   | 237:51 | 159 | 13 | 1  | 3.28 | 91.35 |

### Classifica finale
| Pos | Squadra     |
| --- | ----------- |
| 1   | Stati Uniti |
| 2   | Canada      |
| 3   | Russia      |
| 4   | Finlandia   |
| 5   | Germania    |
| 6   | Svizzera    |
| 7   | Svezia      |
| 8   | Rep. Ceca   |

| Promossa nel Gruppo A:                    | Giappone  |
| Retrocessa in Prima Divisione - Gruppo A: | Rep. Ceca |

#### Riconoscimenti
Riconoscimenti individuali
| Premio                   | Giocatrice           |
| ------------------------ | -------------------- |
| Miglior giocatrice (MVP) | Marie-Philip Poulin  |
| Miglior portiere         | Nadežda Aleksandrova |
| Miglior difensore        | Jenni Hiirikoski     |
| Miglior attaccante       | Marie-Philip Poulin  |

All-Star Team

| Attacco:  | Brianna Decker – Marie-Philip Poulin – Jennifer Wakefield |
| Difesa:   | Meaghan Mikkelson – Catherine Ward                        |
| Portiere: | Noora Räty                                                |

## Prima Divisione
Il Campionato di Prima Divisione si è svolto in due gironi all'italiana. Il Gruppo A si è giocato a Stavanger, in Norvegia, dal 7 al 13 aprile 2013. Il Gruppo B si è disputato a Strasburgo, in Francia, dal 7 al 13 aprile 2013.

### Gruppo A
| Pos. |            | PG | V | VOT | POT | P | GF | GS | DR  | Pt |
| 1.   | Giappone   | 5  | 4 | 0   | 1   | 0 | 17 | 7  | +10 | 13 |
| 2.   | Danimarca  | 5  | 3 | 1   | 0   | 1 | 15 | 9  | +6  | 11 |
| 3.   | Slovacchia | 5  | 3 | 0   | 0   | 2 | 15 | 10 | +5  | 9  |
| 4.   | Austria    | 5  | 2 | 0   | 1   | 2 | 15 | 16 | -1  | 7  |
| 5.   | Norvegia   | 5  | 1 | 1   | 0   | 3 | 13 | 15 | -2  | 5  |
| 6.   | Lettonia   | 5  | 0 | 0   | 0   | 5 | 9  | 27 | -18 | 0  |

| Promossa nel Gruppo A:                    | Giappone |
| Retrocessa in Prima Divisione - Gruppo B: | Lettonia |

### Gruppo B
| Pos. |                | PG | V | VOT | POT | P | GF | GS | DR  | Pt |
| 1.   | Francia        | 5  | 5 | 0   | 0   | 0 | 23 | 4  | +19 | 15 |
| 2.   | Paesi Bassi    | 5  | 3 | 1   | 0   | 1 | 16 | 12 | +4  | 11 |
| 3.   | Cina           | 5  | 2 | 0   | 0   | 3 | 15 | 15 | 0   | 6  |
| 4.   | Corea del Nord | 5  | 1 | 1   | 1   | 2 | 12 | 17 | -5  | 6  |
| 5.   | Kazakistan     | 5  | 1 | 1   | 0   | 3 | 12 | 16 | -4  | 5  |
| 6.   | Gran Bretagna  | 5  | 0 | 0   | 2   | 3 | 8  | 22 | -14 | 2  |

| Promossa in Prima Divisione - Gruppo A:     | Francia       |
| Retrocessa in Seconda Divisione - Gruppo A: | Gran Bretagna |

## Seconda Divisione
Il Campionato di Seconda Divisione si è svolto in due gironi all'italiana. Il Gruppo A ha giocato ad Auckland, in Nuova Zelanda, dall'8 al 14 aprile 2013. Il Gruppo B si è svolto a Puigcerdà, in Spagna, dal 1º al 7 aprile 2013. Il girone di qualificazione al Gruppo B si è invece disputato a Smirne, in Turchia, dal 7 al 9 dicembre 2012.

### Gruppo A
| Pos. |               | PG | V | VOT | POT | P | GF | GS | DR  | Pt |
| 1.   | Ungheria      | 5  | 4 | 0   | 0   | 1 | 27 | 12 | +15 | 12 |
| 2.   | Italia        | 5  | 4 | 0   | 0   | 1 | 18 | 8  | +10 | 12 |
| 3.   | Australia     | 5  | 3 | 0   | 0   | 2 | 21 | 17 | +4  | 9  |
| 4.   | Nuova Zelanda | 5  | 2 | 0   | 1   | 2 | 14 | 20 | -6  | 7  |
| 5.   | Polonia       | 5  | 1 | 1   | 0   | 3 | 10 | 16 | -6  | 5  |
| 6.   | Slovenia      | 5  | 0 | 0   | 0   | 5 | 10 | 27 | -17 | 0  |

| Promossa in Prima Divisione - Gruppo B:     | Ungheria |
| Retrocessa in Seconda Divisione - Gruppo B: | Slovenia |

### Gruppo B
| Pos. |               | PG | V | VOT | POT | P | GF | GS | DR  | Pt |
| 1.   | Corea del Sud | 5  | 5 | 0   | 0   | 0 | 20 | 3  | +17 | 15 |
| 2.   | Spagna        | 5  | 4 | 0   | 0   | 1 | 23 | 7  | +16 | 12 |
| 3.   | Croazia       | 5  | 2 | 1   | 0   | 2 | 27 | 14 | +13 | 8  |
| 4.   | Islanda       | 5  | 1 | 1   | 0   | 3 | 12 | 16 | -4  | 5  |
| 5.   | Belgio        | 5  | 1 | 0   | 2   | 2 | 12 | 10 | +2  | 5  |
| 6.   | Sudafrica     | 5  | 0 | 0   | 0   | 5 | 6  | 50 | -44 | 0  |

| Promossa in Seconda Divisione - Gruppo A:                  | Corea del Sud |
| Retrocessa in Seconda Divisione - Gruppo B Qualificazione: | Sudafrica     |

### Qualificazione al Gruppo B
| Pos. |          | PG | V | VOT | POT | P | GF | GS | DR  | Pt |
| 1.   | Turchia  | 2  | 2 | 0   | 0   | 0 | 11 | 4  | +7  | 6  |
| 2.   | Bulgaria | 2  | 1 | 0   | 0   | 1 | 9  | 5  | +4  | 3  |
| 3.   | Irlanda  | 2  | 0 | 0   | 0   | 2 | 2  | 13 | -11 | 0  |

| Promossa in Seconda Divisione - Gruppo B: | Turchia |